# Mordred (Band)
Mordred ist eine US-amerikanische Metal-Band aus San Francisco, die im Jahr 1984 gegründet wurde, sich 1994 auflöste und seit 2002 wieder aktiv ist.

## Bandgeschichte
Die Band wurde gegen im Jahr 1984 von dem Bassisten Art Liboon und dem Gitarristen James Sanguinetti gegründet. 1986 verließ letzterer die Band und wurde durch Sven Soderlund, während Gannon Hall als Schlagzeuger in der Band war. Als Sänger war Stephen Shaw Scates in der Besetzung, der etwas später durch Chris Whitney ersetzt. Etwas später änderte sich die Besetzung erneut, sodass die Band aus dem Gitarristen Danny White, dem Schlagzeuger Gannon Hall, dem Bassisten Art Liboon, dem Gitarristen Jim Taffer dem Sänger Scott Holderby gegründet. Durch ein erstes Demo erreichte die Aufmerksamkeit von Noise Records, worüber das Debütalbum Fool’s Game im Jahr 1989 erschien, worauf unter eine Coverversionen von Everyday’s a Holiday, im Original von Rick James, enthalten war. Als weiterer Musiker war auf dem Album zudem der DJ Aaron Vaughn als Gastmusiker zu hören. Durch ein Musikvideo zu Everyday’s a Holiday und eine Europatournee im Vorprogramm von Overkill, konnte die Band ihre Bekanntheit steigern. Danach folgte 1991 das zweite Album In This Life, worauf der zur Band zurückkehrende James Sanguinetti als Gitarrist für Jim Taffer zu hören war. Zudem war Vaughn mittlerweile ein permanentes Mitglied der Band.  Die Grundaufnahmen für das Album fanden in den Fantasy Studios in Berkley, Kalifornien statt, wurden die Overdubs in den Mobius Studios zu San Francisco erarbeitet wurden. Abgemischt wurde der Tonträger in den Berliner Skytrak Studios. 1991 hielte die Band zudem diverse Auftritte ab, darunter auch ein Konzert in Berlin. Ein Jahr später schloss sich die EP Visions an. Im selben Jahr spielte die Band auf dem Dynamo Open Air. Zudem erschien das Video In This Live Video, das die Band bei einem Auftritt im Londoner Marquee Club zeigte. Nach Veröffentlichung der EP verließ Sänger Scott die Band. Daraufhin stieß Paul Kimball zur Band, bevor 1994 das Album The Next Room erschien, das wie bereits der Vorgänger in den Fantasy Studios aufgenommen wurde. Das Album wurde wie bereits die EP zuvor von Michael Rosen und Vince Wojno aufgenommen. Nach einem letzten Auftritt in der San Francisco Bay Area 1994  auf.
Seit dem Jahr 2002 ist die Band wieder aktiv, wobei Sänger Scott Holderby anfangs wieder als Sänger in der Band war. Gitarrist Danny White wurde hingegen durch Chris Powell ersetzt.

## Stil
Eduardo Rivadavia von Allmusic bezeichnete die Band als eine der frühesten Vertreter des Funk Metals. laut.de stellte Einflüsse aus dem Funk fest und verglich die Band mit Death Angel. Holderby könnte dabei als möglicher Einfluss von Mike Patton gelten.
Auch auf dem Debütalbum stellte laut.de Elemente aus dem Funk fest, was man am ehesten in Everyday’s a Holiday und dem Rick-James-Lied Superfreak hörte. Außerdem charakteristisch war die bis dahin metal-untypische Verwendung des Scratchens eines DJ. Martin Popoff stellte in seinem Buch The Collector’s Guide of Heavy Metal Volume 2: The Eighties auf dem Album auch Einflüsse aus dem Funk fest, wobei die Band ansonsten San-Francisco-Bay-Area-Thrash-Metal-Bands wie Exodus, Testament, Overkill, Metallica und besonders Death Angel gleiche. Die Lieder auf dem Album handeln davon wie eine Person Erfahrungen macht, die ihren Charakter und ihr Verhalten beeinflussen (State of Mind), vom Aufstand eines Landes, das von einer faschistischem Regierung unterdrückt wird (Spectacle of Fear), die Manipulation der Medien am Volk (Spelbound), eine Serie von Mordfällen in Kalifornien (Sever and Splice), von einem Handelsvertreter, der seine Kunden von teils nutzlosen Dingen überzeugen muss (The Artist), Suizid (Shatter), der rebellierenden Jugend (Reckless Abandon) und um das Ende einer Beziehung (Numb). Die Band verwandte auch zum Teil Sarkasmus, wie etwa in dem Lied Every Day’s a Holiday, das das Vorurteil des faulen und nicht arbeitenden Rockmusikers aufgreift und die Band sich hiermit vergleicht.
Auf dem zweiten Album In This Life wurde weiterhin auf den Einsatz eines DJs gesetzt, wobei außerdem in Liedern wie Lion’s Den noch Blasinstrumente verwandt wurden. Auf dem Album war außerdem mit Johnny the Fox Meets Jimmy the Weed eine Coverversion des Thin-Lizzy-Liedes zu hören. Auf der EP Visions waren in dem Lied Closeminded Raps zu hören, wobei die EP nach laut.de nicht mehr viel mit Metal zu tun hätte, da die Band verstärkt auf Jazz und Funk gesetzt hätte. Laut Robert Müller vom Metal Hammer würde die Band nicht, wie viele Bands, einfach Elemente aus der afroamerikanischen Musik hineinsamplen, sondern sich nur an den Techniken bedienen, um ihren eigenen Sound zu erschaffen. Ähnlich sei dies schon Voivod mit psychedelischen Klängen gelungen. Laut Sänger Holderby wollte die Band auf dem Album textlich aktuelle Ereignisse in den USA thematisieren, während auf dem vorherigen Album noch bereits vergangene Ereignisse wie etwa der Zweite Weltkrieg ihren Platz fanden. Die im selben Jahr erschienene Single Esse Quam Videri wird von David Wienand im Metal Hammer als „kompromißlose Verknüpfung thrashiger Beats und Riffs mit bein- und knüppelharten Funkrhythmen“ bezeichnet.
Auf der EP Vision setzte laut Robert Müller vom Metal Hammer die Band ihre Mischung aus Funk und Metal weiter fort. Jedoch könne man die Gruppe nicht mit Bands wie etwa Red Hot Chili Peppers vergleichen, da der Metalanteil noch immer zu hoch war. Nur in Liedern wie In Time konnte man Ähnlichkeiten feststellen.
Auf The Next Room setzte die Band nach laut.de weniger auf Samples und Scratches und mehr auf Metal-Einflüsse. Laut Henning Richter vom Metal Hammer wäre der Begriff Funk Metal für dieses Album nicht mehr angebracht. Die Band schwanke zwischen „ultra-harten Rhythmen und fesselnden Melodien“, wobei DJ Vaughn völlig neue Scratch-Techniken entwickle.
Schlagzeuger Gannon Hall gab an, dass die Mitglieder stark durch R ’n’ B, Soul, Hip-Hop und Funk beeinflusst wurden.

## Diskografie

### Demos
- 1986: Demo I
- 1987: Demo II
- 1989: Noise Records Demo

### Singles
- 1989: Everyday’s a Holiday
- 1991: Esse Quam Videri
- 1991: Falling Away
- 1994: Grand Summit
- 1994: Splinter Down
- 2015: The Baroness

### EPs
- 1992: Vision

### Videos
- 1992: In This Live Video

### Alben
- 1989: Fool’s Game
- 1991: In This Life
- 1994: The Next Room
- 2021:  The Dark Parade